# Willy Hess (muzykolog)
Willy Hess (ur. 12 października 1906 w Winterthur, zm. 9 maja 1997 tamże) – szwajcarski muzykolog i kompozytor.

## Życiorys
W latach 1926–1929 studiował w Zurychu, uzyskując dyplom z fortepianu i teorii muzyki w konserwatorium oraz z muzykologii na uniwersytecie. W latach 1942–1971 grał na fagocie w orkiestrze miejskiej w Winterthur. Komponował pieśni solowe i chóralne, utwory kameralne i fortepianowe nawiązujące stylistycznie do muzyki okresu klasycyzmu i wczesnego romantyzmu. Jego twórczość kompozytorska ma na tle działalności naukowej drugorzędne znaczenie.
W swojej pracy badawczej zajmował się przede wszystkim twórczością Ludwiga van Beethovena. W pracy Verzeichnis der nicht in der Gesamtausgabe veröffentlichten Werke Ludwig van Beethovens (Wiesbaden 1957) przedstawił wyniki swoich długoletnich badań nad dziełami kompozytora nie uwzględnionymi w edycji jego dzieł wszystkich. W latach 1959–1971 wydał 14 tomów suplementów do dzieł wszystkich Beethovena. Opublikował ponadto prace Ludwig van Beethoven (Genewa 1946), Beethovens Oper Fidelio und ihre drei Fassungen (Zurych 1953), Beethoven (Zurych 1956, 2. wyd. zrewid. 1976), Die Harmonie der Künste (Wiedeń 1960), Die Dynamik der musikalischen Formbildung (2 tomy, Wiedeń 1960 i 1964), Vom Doppelantlitz des Bösen in der Kunst, dargestellt am Beispiel der Musik (Monachium 1963), Vom Metaphysischen im Künstlerischen (Winterthur 1963), Parteilose Kunst, parteilose Wissenschaft (Tutzing 1967), Beethoven-Studien (Monachium 1972). Wydał także autobiografię pt. Aus meinem Leben: Erlebnisse, Bekenntnisse, Betrachtungen (Zurych 1976).